# Arc de triomphe de Moscou (Irkoutsk)
Pour les articles homonymes, voir Arc de triomphe (homonymie).
Ne pas confondre avec celui du même nom à Moscou ou celui du même nom à Saint-Pétersbourg
L'arc de triomphe de Moscou (russe : Моско́вские триумфа́льные воро́та, Moskovskie trioumfalnyïe vorota, litt. « portes triomphales de Moscou ») est un arc de triomphe de style Empire, Art roman et Renaissance construit sur la route de Sibérie allant de la Russie européenne à la Chine et l'Extrême-Orient dans la ville sibérienne d'Irkoutsk.
Construit comme un monument en l'honneur du 10e anniversaire du couronnement d'Alexandre Ier, il fut démolie par les Soviétiques en 1928 alors qu'il devenait délabré. Il fut remis sur pied pour le 350e anniversaire de la fondation d'Irkoutsk en 1661 en 2011, en étant construit en un temps record de trois mois. En tenant compte de sa première construction, il est le plus vieux des trois Arcs de triomphe de Moscou, dépassant ceux de Saint-Pétersbourg et de Moscou.
Le monument est haut de 19 mètres, large de 16,5 mètres, d'une épaisseur de 7 mètres, et possédant quatre étages. Il se situe sur le quai inférieur de l'Angara (ru), au numéro 1811, d'après la date du début de sa construction. Les murs sont décorés de stuc, avec une couronne symbolisant le pouvoir économique de la ville ; Mercure symbolisant l'économie ; la corne d'abondance de fruits et de fleurs l'élevage et l'agriculture autrefois activités premières de la ville ; la bannières et les armes pour la présence d'un pouvoir fort à Irkoutsk, la ville ayant été pendant deux siècles la capitale du gouvernement d'Irkoutsk.

## Historique

### Premier arc
À l'origine, l'idée de sa construction à Irkoutsk commence en 1811, pour le 10e anniversaire du couronnement du tsar Alexandre Ier, monté sur le trône en 1801. La position choisie fut sur la route de Sibérie, grande voie commerciale traversant Irkoutsk reliant la Russie européenne à la Chine et l'Extrême-Orient. La position se situe aussi en face de la rue de Moscou, aujourd'hui renommée rue des événements de décembre. C'était à cet endroit que les voyageurs traversant l'Angara, à pied sur la glace ou par bateau, arrivaient, et devaient présenter leurs papiers à un poste de douane.

#### Construction
La pose de la première pierre eut lieu le 8 juillet 1811. Lors de la cérémonie de la pose de la première pierre, l'on procéda à un salut au canon, et l'évêque d'Irkoutsk Benjamin (ru) assista à la cérémonie.

Sous chacun des pylônes furent mises des plaques hypothécaires (ru) où était figuré sur l'une des deux le nom des participants de la première pose et sur l'autre la raison de la création du monument. Sur la première l'on pouvait lire : 
« Ces portes de la ville ont été érigées aux frais des magistrats membres des bourgmestres Alexeï Miasnikov et Ivan Bajenov, atamans Gavrila Belogolovoï, Alexandre Sibiriakov, Alexandre Lytchagov, Mikhaïla Miagkostoupov et le marchand d'Irkoutsk Lavrenty Zoubov. Le plan a été projeté par l'évaluateur collégial de l'architecte provincial Krouglikov, sous la direction duquel l'évaluateur collégial Kanarski a réalisé le bâtiment, secrétaire provincial Tretiakov et greffier collégial Karpouchenkov »
Tandis que sur la seconde elle traitait des évènements : 
Ces portes de la ville ont été érigées en 1811 par des magistrats membres à l'occasion du jour le plus joyeux de l'accession au plus haut trône de l'empereur Alexandre Ier, solennellement célébrée le 12 mars pour commémorer la révérence loyale universelle et la gratitude envers un règne prospère. À l'administration du gouverneur général sibérien Pestel et du gouverneur d'Irkoutsk Treskine.
À l'été 1810, en raison d'un accord entre Napoléon Ier et Alexandre Ier à Erfurt passé en 1808, les lieutenants-colonels du corps français des ingénieurs Pierre Bazin et Alexandre Fabre, ainsi que les majors du même corps Charles Potier et Maurice Destrem sont arrivés en Russie sous invitation officielle du gouvernement russe. Leur but étaient de devenir professeurs, mais lors de la campagne de Russie en 1812, ils furent arrêtés le 24 juin et amenés en Sibérie, à Irkoutsk. L'un d'entre deux, Maurice Destrem, participa activement à la construction de l'arc.

#### Inauguration et avis

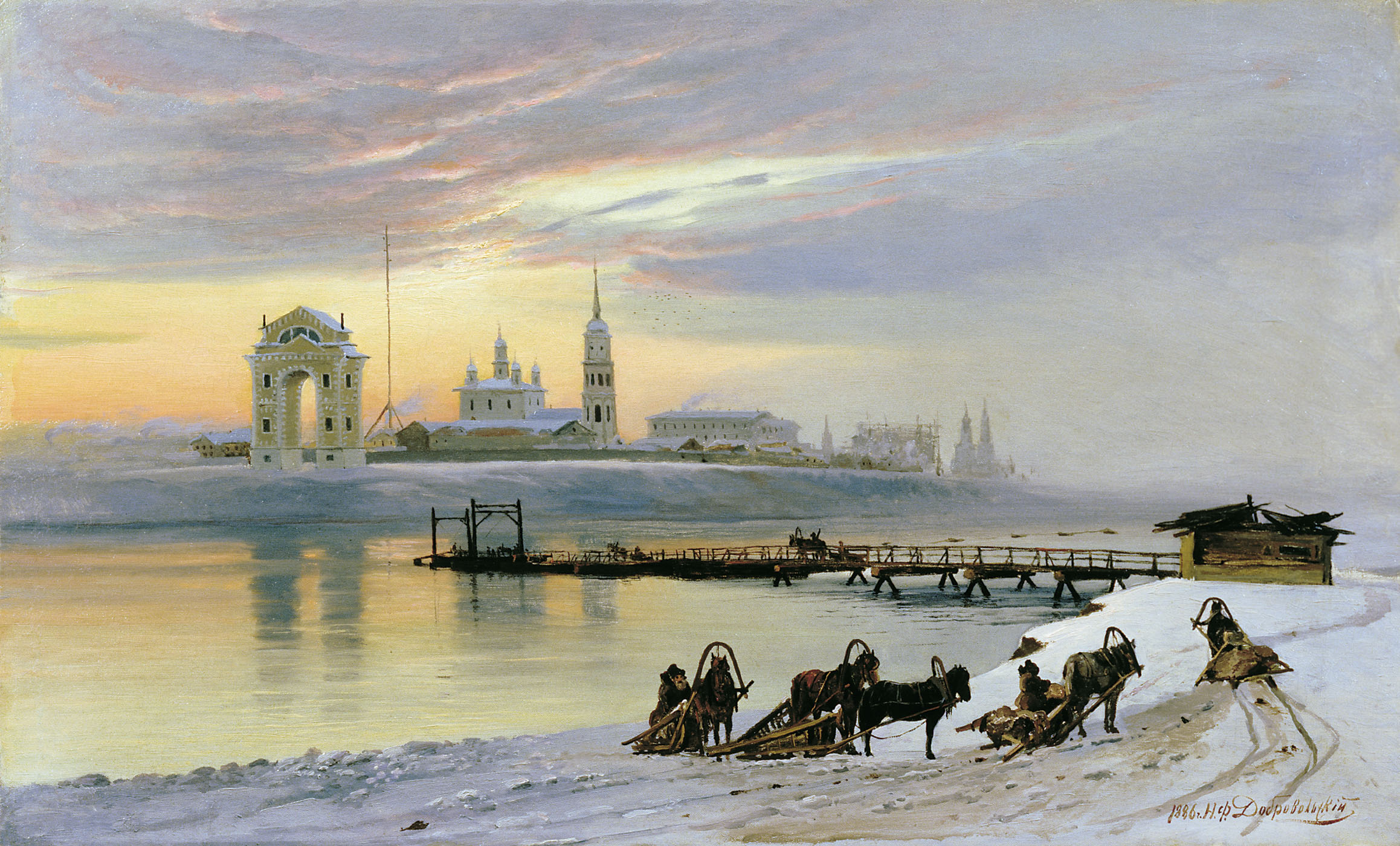
Traversée de l'Angara à Irkoutsk (1886). Musée régional d'art d'Irkoutsk, Nikolaï Dobrovolski.

Le 15 septembre 1813 eut lieu l'inauguration du monument. Haut de 19 mètres, et large de 16,5 mètres, il était alors l'un des plus hauts monuments d'Irkoutsk. Lors de l'inauguration, un salon de thé fut installé au sommet, avec ce jour-là une réception qui était organisée. Les soir, un dîner de gala fut tenu dans la Maison-Blanche (maison du gouverneur général) par Nikolaï Treskine (ru), gouverneur d'Irkoutsk, et par l'évêque Benjamin (ru).
Lorsqu'Alexeï Martos (ru), fils du sculpteur Ivan Martos, visita Irkoutsk en 1824, il laissa une des premières descriptions de l'édifice : « L'arc de Triomphe, situées à l'entrée de [la route de] Moscou, a une hauteur de plus de 8 sagènes, quatre colonnes semi-circulaires soutiennent le grenier. L'arc est tout à fait correct, mais en général toute la masse est trop éloignée du nom magnifique, et il est difficile de décider à quel ordre les bases, les chapiteaux des colonnes, les corniches et tout ce qui est collé dans l'architrave appartiennent ». Il était assez critique, en particulier car le bâtiment avait une touche de provincialisme.
Cependant, cent ans plus tard, l'architecte Grigory Barkhine (ru) laisse un avis différent : « Les portes de Moscou, représentant un intérêt artistique incontestable dans leur conception, selon l'idée architecturale qui a été établie par le compilateur du projet de ces portes, magnifiques dans leur contour extérieur, en masse, dans des proportions de base, en même temps elles étonnent par la laideur de détails. »,.

#### Délabrement
Au fil du temps, l'arc de Triomphe de Moscou devinrent un symbole de la ville, vu par tous ceux allant à Irkoutsk et au-delà.
Mais l'administration publique de la ville ne se souciait que peu du bâtiment. Déjà à l'été 1827,il était noter que c'« était remarquable par le plâtre qui en était tombé, par les vitres abattues dans les corps de garde, par leur désordre accumulé tout autour ». Presque aucune rénovation n'avait été faite, les rares qui avaient eu lieu étaient de nature cosmétique.
Lors d'une réunion de la douma municipale le 17 août 1889, le conseil municipal a soumis un examen pour un devis pour la réparation complète de l'arc, estimé à 828 roubles impériaux et 75 kopecks. Les estimations furent préparées par l'architecte de la ville Vladimir Rassouchine (ru). La douma décida d'effectuer les travaux le plus vite possible. Il a été également décidé d'expulser les gardiens de l'avant-poste ainsi que les bureaux de la Société de sauvetage sur les eaux.

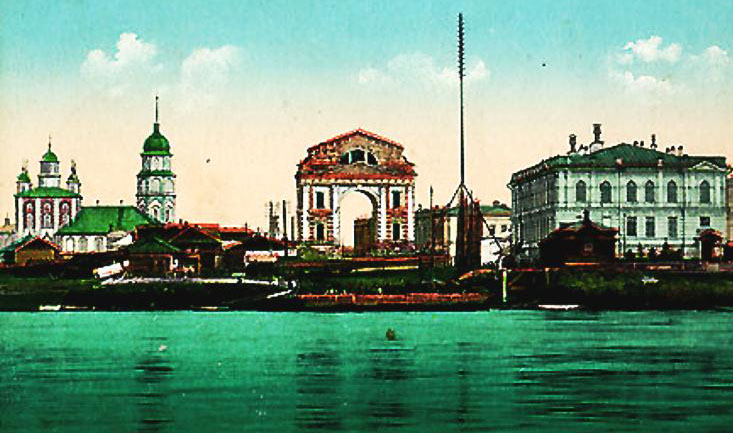
Irkoutsk avec l'arc de Triomphe à la fin du XIXe siècle.

Le travail fut fait et achevé en 1890, mais avec des malfaçons, et des archives de la ville y furent placées. Vladimir Jarnikov (ru), future maire, déclara lors d'une réunion du 13 juin 1895 concernant l'installation des archives ; « Cette archive vaut-elle non seulement son coût, mais aussi son stockage? Je penserais à en jeter tout ce qui n'est pas nécessaire. Si c'est intéressant pour les historiens, alors nous ne pouvons pas jeter de l'argent public sur l'histoire ». L'architecte de la ville, Vladimir Kouznetsov (ru) évalua l'état de l'arc et déclara que « Le bâtiment est un arc de triomphe [...] il est très dangereux et menace de s'effondrer. Il y a environ deux ans, le baron Rossen, qui inspectait ce bâtiment, a exprimé l'opinion qu'il durera encore dix ans, mais je pense qu'il ne durera peut-être pas tant d'années (le bâtiment a duré encore 33 ans). Il faut soit le réparer entièrement à neuf, poser les fondations, etc., soit le détruire. ».
Les années sont passées, mais les autorités de la ville ne prenaient pas de décision. D'une part, l'arc était devenu vraiment dangereux, personne ne pouvait garantir que le bâtiment ne s'effondre pas un jour. Mais en même temps, parmi le public, il avait conquis les citoyens, qui l'appréciaient et qui voulaient qu'il soit réparé.
Le journal local Sibir' était devenu le porte-voix des habitants d'Irkoutsk pour défendre le monument. À plusieurs reprises, des publications apparurent pour le défendre. En même temps, le niveau de dégradation était tel que les plaques posées en 1811 ne pouvaient plus être lues. Le journal répondit de manière vive à la lettre du secrétaire d'un conseiller municipal, Kolotilov, qui avait lui déclaré que « Les portes de Moscou ne représentent aucune valeur historique, il est impossible de reconnaître une signification architecturale derrière elles en tant que monument architectural du début du XIXe siècle, car il n'y a pas de style défini et strictement soutenu dans leur façade, et c'est l'une des innombrables répétitions du populaire puis un motif dans l'esprit de la Renaissance avec un mélange de style roman, bien sûr, sans intérêt même pour un ardent amateur d'antiquité »,.

#### Vote de la démolition en 1911 à la démolition en 1928

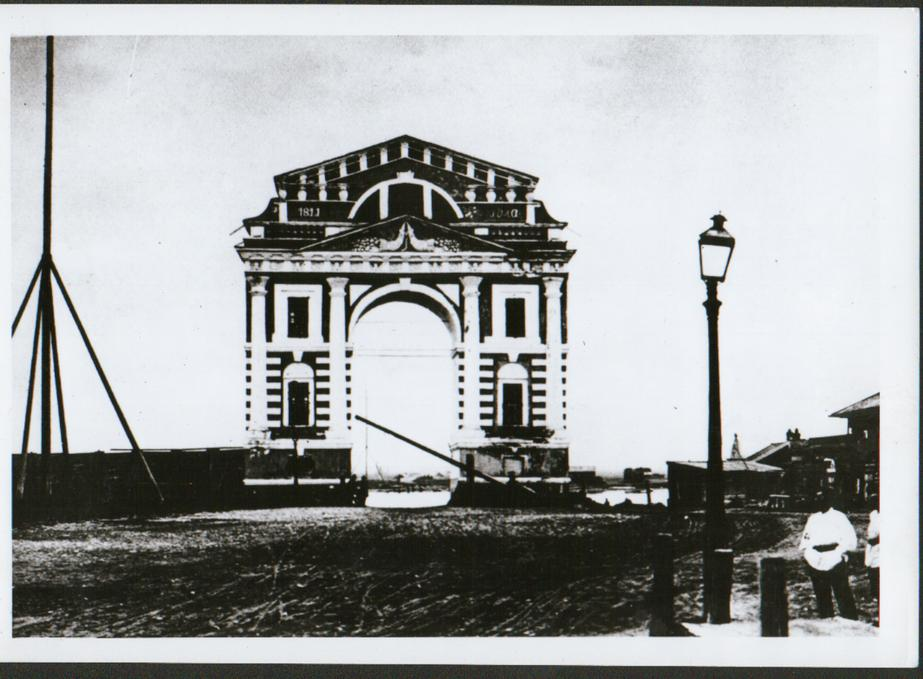
L'édifice dans les années 1910.

Le 13 mai 1911, lors d'une réunion de la Douma municipale de la ville d'Irkoutsk, il fut décidé de démolir le monument, par 11 voix contre 7, en allouant un budget de 700 roubles et de 58 kopecks pour les travaux de démolition.
Mais les personnalités publiques et les citoyens furent indignés, et les défenseurs trouvèrent leur porte-voix en le nom de Pavel Chtchoussev, le frère cadet d'Alexeï Chtchoussev, ce dernier étant un architecte célèbre. Pavel travaillait lui à l'époque à la direction du chemin de fer Trans-Baïkal. Il fit appel au maire pour protéger le monument, mais demanda aussi au grand-duc Nicolas Mikhaïlovitch de Russie pour la protection. Aux travers de ses lettres et contacts, il gagna le soutien du baron Ferdinand von Wrangel et fut mis en contact avec la Commission archéologique impériale (ru).
Il envoya des télégrammes au comte Pavel Siouzor (ru), académicien de l'Académie russe des Beaux-Arts et aussi président de la Société des architectes-artistes. Ce choix n'était pas anodin, ce dernier ayant soutenu la création de la statue d'Alexandre III à Irkoutsk. Dans une lettre adressée au comte, il écrivit : « [...] Un coup d'œil rapide sur la photo ci-jointe suffit pour s'assurer de la signification artistique et architecturale de la porte, dont la belle composition expose un architecte fort de l'époque d'Alexandre [Ier]. Bien que les détails soient grossiers, provinciaux, mais la beauté des proportions, la couleur orange et blanche forte (empire), le choix extrêmement réussi de l'emplacement de la porte sur les rives de l'Angara avec vue sur la route de Moscou et la rivière ouverture latérale sous l'arc - font de ces portes la meilleure décoration d'Irkoutsk, qui, d'une manière générale, est très, très pauvre en architecture élégante [...] »
Il fit de plus appel à son frère, qui était déjà à l'époque un architecte renommé, ayant gagné une reconnaissance publique avec sa restauration de l'église Saint-Basile à Ovroutch. Il se tourna aussi au gouverneur général d'Irkoutsk, et au ministère de l'Intérieur.

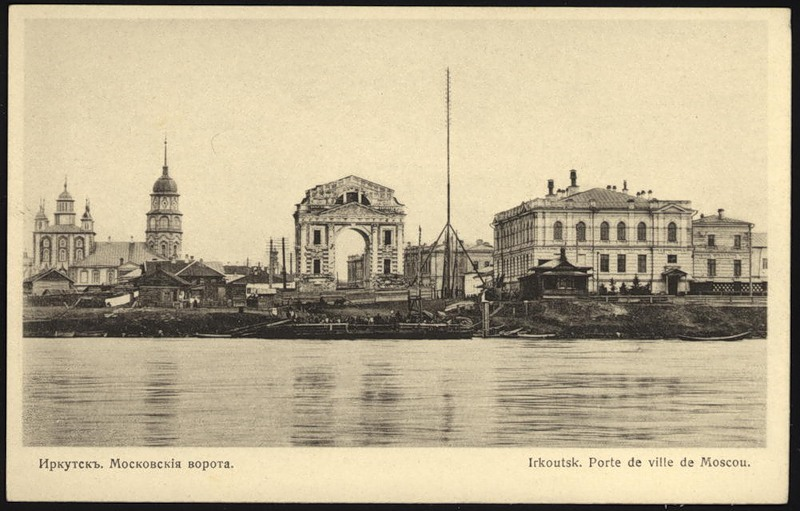
Carte postale des années 1910.

Le 28 juin 1911, le compte Pavel Siouzor écrivit au maire d'Irkoutsk que « La protection des monuments d'importance historique ou artistique fait l'objet d'une attention particulière du gouvernement, des sociétés scientifiques et artistiques, des municipalités et, en général, de tous ceux qui comprennent la signification culturelle de ces témoins muets de ce qui a été vécu. Compte tenu de cela, il est clair que toute tentative de déformation, d'attitude négligente et de tentative de destruction de tels monuments est poursuivie. Maintenant, la Société des architectes-artistes a attiré l'attention de la Douma de la ville d'Irkoutsk sur la destruction de l'arc de triomphe, construit il y a cent ans dans cette ville, en supposant que «l'arc ne représente rien ni historiquement ni architecturalement. »
La société des architectes-artistes fit pression, tandis que l'Académie impériale des arts, déclara qu'elle « veille à ce que les monuments d'art ne soient pas détruits, mais aussi altérés à son insu ». La situation fit la une du numéro du 18 juin de Novoïé Vrémia, quotidien publié à Saint-Pétersbourg. Le ministère de l'Intérieur déclara son soutien à la préservation du monument.
Cette mobilisation fonctionna, et le 1er juillet 1911, une nouvelle réunion convoquée par la douma municipale s'est réunie pour examiner la question de la restauration de l'arc de triomphe. Après avoir écouté le rapport de la commission ; la Douma s'est prononcée 21 voix contre 9 en faveur de la préservation, et à 20 voix contre 10, pour l'allocation d'une somme de 6 000 roubles. Mais comme le budget de la ville était bouclé, les travaux furent reportés à 1912
Mais en 1912, l'architecte municipal Grigory Barkhine (ru) déclara que « [...] par l'aspect que les portes ont maintenant, elles ne peuvent plus être qualifiées de triomphales. ». En 1912, aucuns travaux n'eurent lieu et n'eurent finalement jamais lieu.
Au début des années 1920, avec les Bolcheviks qui se sont emparées d'Irkoutsk après la déroute de Koltchak et des Armées blanches, l'arc atteint sa fin de vie. Une décision fut prise de détruire le monument, car des ingénieurs, architectes et artistes s'accordèrent à dire que le temps pour restaurer le monument était passé.
En 1925, le comité exécutif du gouvernement d'Irkoutsk adopta une résolution sur la protection des monuments de l'Antiquité, de l'art et de la nature dans le gouvernement d'Irkoutsk. Parmi les monuments listés figurait l'arc de triomphe, mais cette décision ne fut jamais exécutée.
En revanche, le 17 juillet 1925, le Département de l'économie locale commença les démarches pour démanteler le monument, action coordonnée avec le Musée des sciences. Il accepta d'aider s'il pouvait récupérer une partie des décorations architecturales.
Le 22 juillet 1925 commença la prise de nombreuses photographies du monument, avec de nombreuses mesures, dessins et autres éléments. Le peintre soviétique Boris Lebedinski (ru) se chargea des croquis. Mais ces éléments, ainsi que les plaques, furent pour la plupart perdues au cours de la période soviétique.
En 1928, l'arc de Triomphe de Moscou fut totalement détruit. Sa durée de vie aura été de 115 ans.

### Reconstruction
En 2009, en préparation du 350e anniversaire de la fondation d'Irkoutsk en 1661 devant avoir lieu en 2011, il fut décidé de restaurer l'arc de triomphe de Moscou.
Début 2011, les vestiges des anciennes fondations ont été retrouvés. À l'été 2011, les travaux de construction débutèrent, et le 14 septembre 2011, le nouvel arc fut inauguré en présence du maire Viktor Ivanovitch Krondrachov (ru). Lors de la reconstruction, les techniques de construction modernes ont été utilisées, plutôt que les techniques originelles, afin de rendre la structure plus résistante.
La reconstruction fut réalisée en trois mois, et fut financée par un certain Ievgueni Devotchkine, un oligarque local et alors maire adjoint d'Irkoutsk, accusé de fraude foncière. En juin 2013, il fit don des portes au musée d'histoire d'Irkoutsk.
Aujourd'hui, le monument est le seul arc de triomphe encore existant à Irkoutsk et plus généralement au-delà de l'Oural. L'arc de triomphe de l'Amour (ru), construit en 1858, fut détruit par les soviétiques en 1920.
Il est prévu d'installer un musée à l'intérieur, mais pour l'instant rien n'a été fait et il n'est pas possible de rentrer dans le bâtiment. Il y a pourtant une plate-forme d'observation sur le toit avec des escaliers en colimaçon dans le bâtiment, mais impossible d'y accéder.

Reconstruction et résultat :
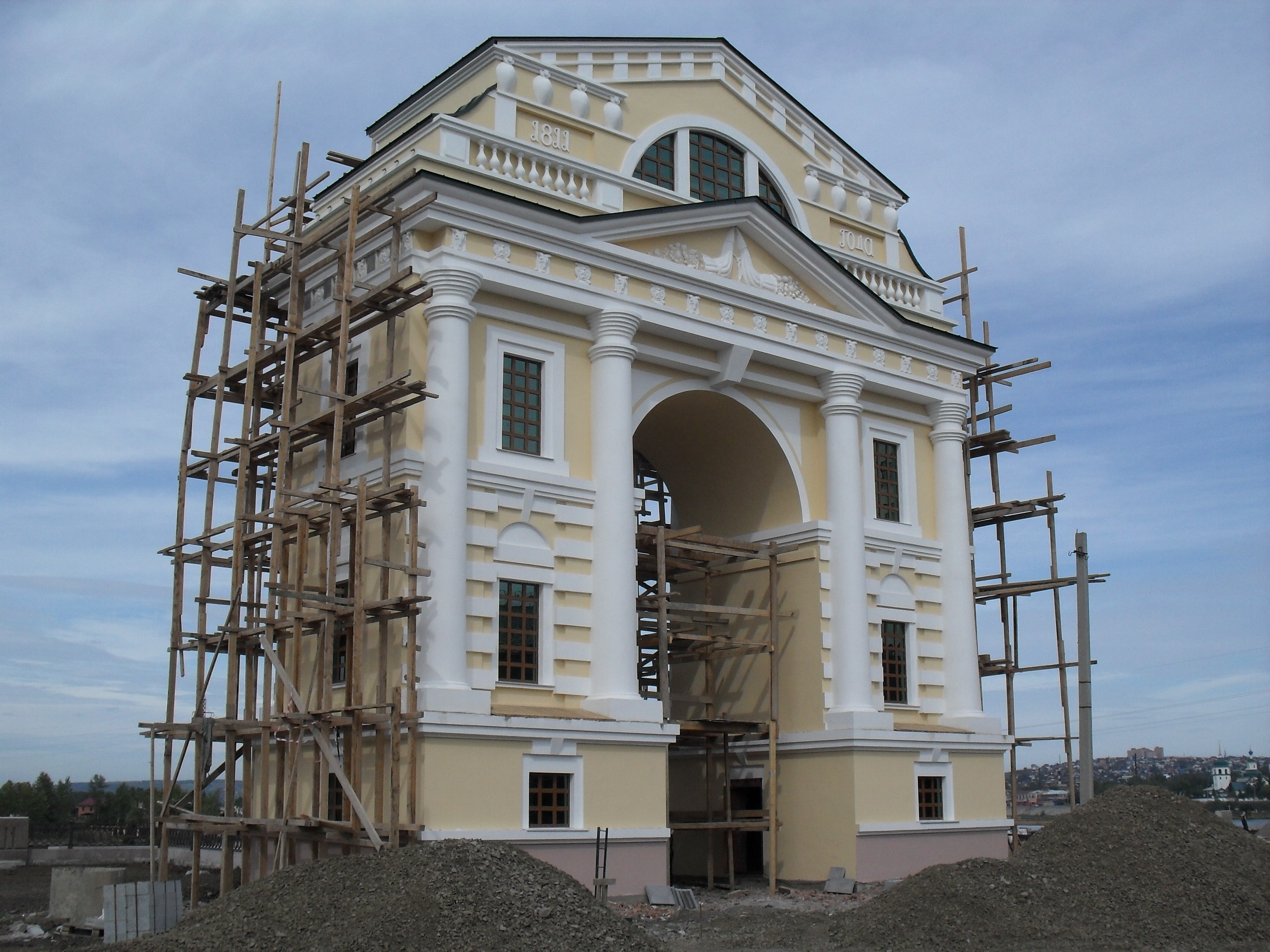
L'arc en reconstruction.
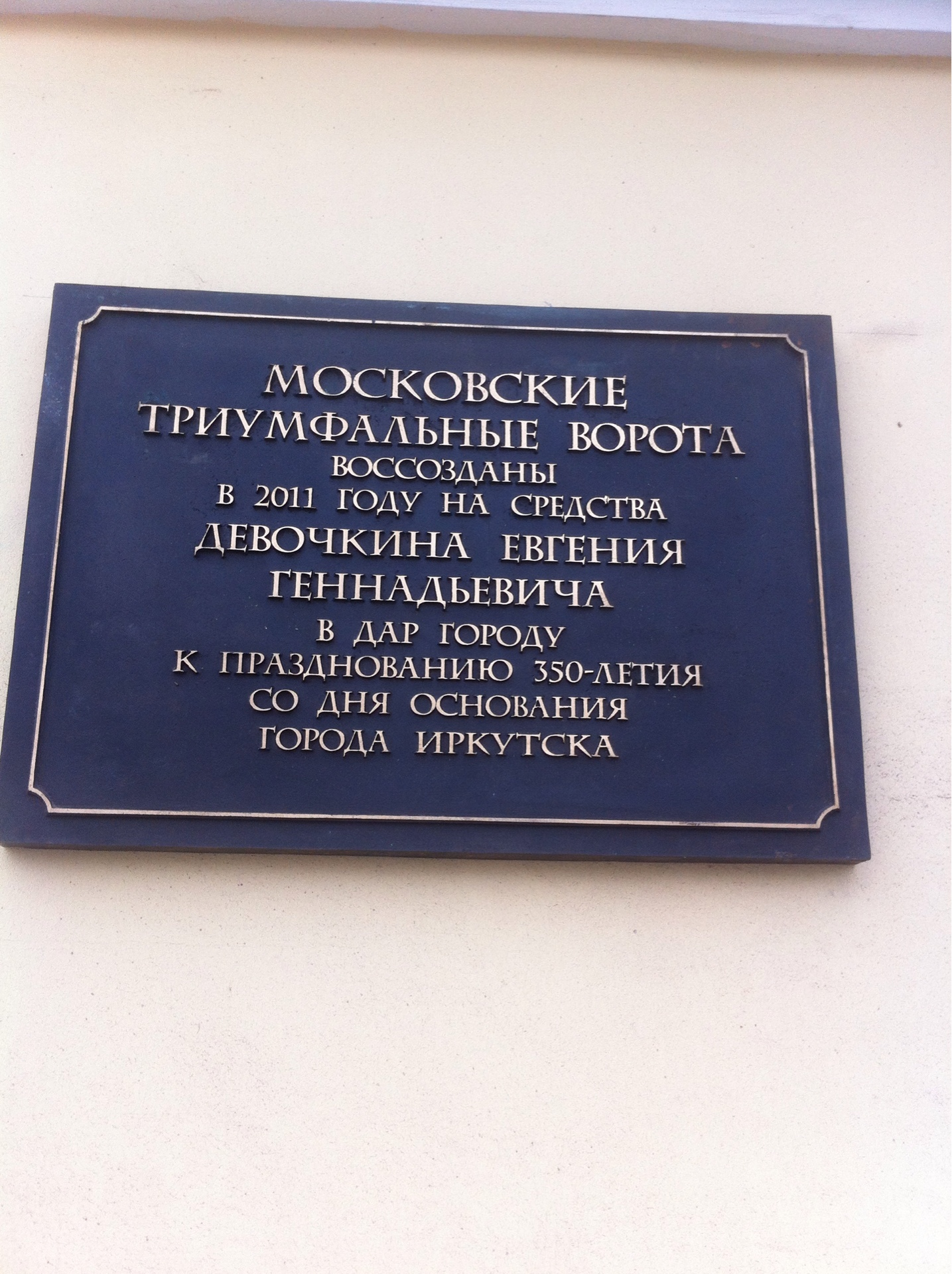
« L'arc de Triomphe de Moscou a été recréé en cadeau à la ville d'Irkoutsk en l'honneur du 350e anniversaire aux dépens[l] de Ievgueni Gennadievitch Devotchkine. »
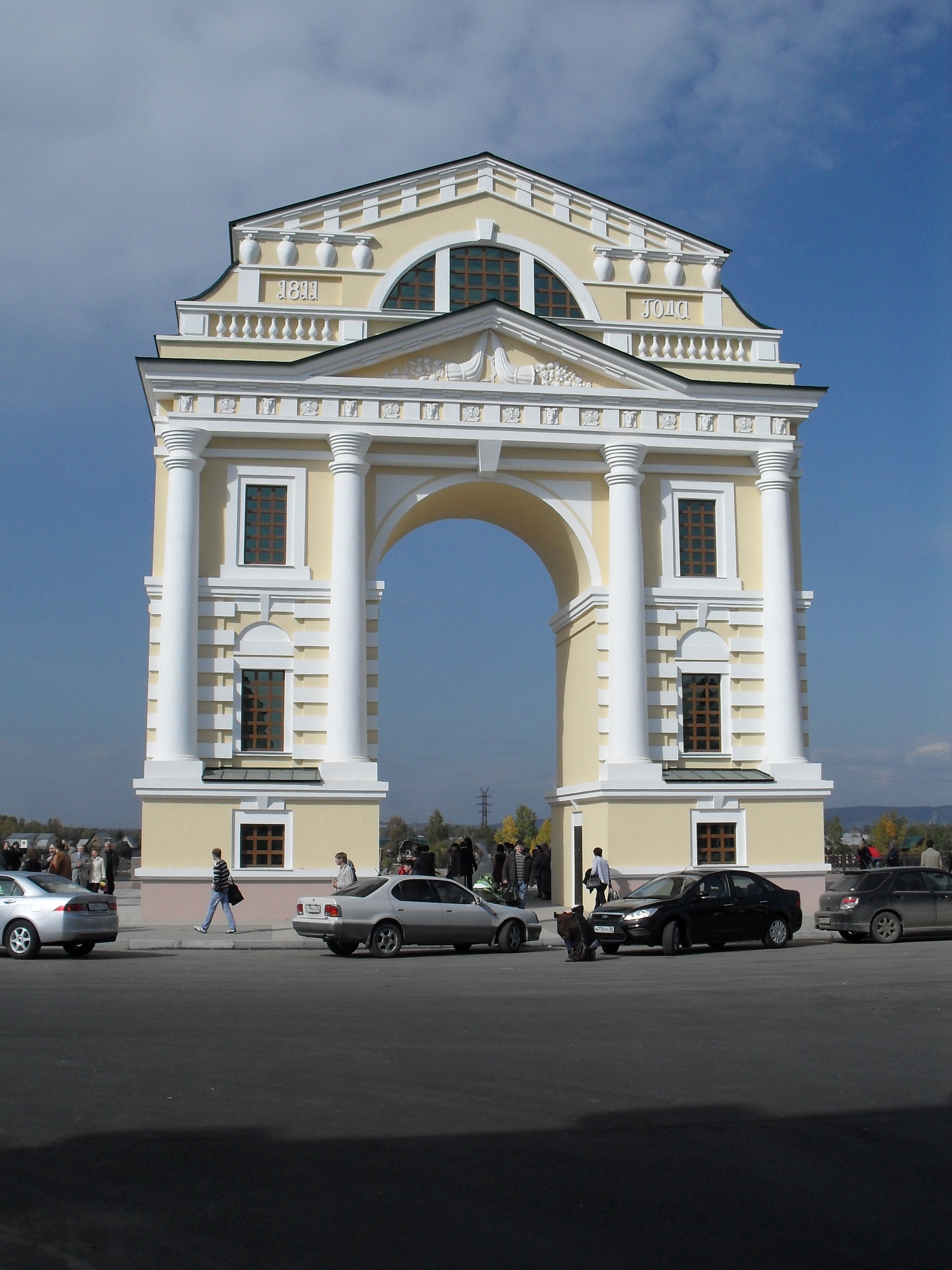
L'arc le 17 septembre 2011 après l'inauguration.